# Бибер
```

```

Piper, односно бибер, род је скривеносеменица из породице бибера (Piperaceae).
Род садржи између једне и две хиљаде врста (према подацима енциклопедије „The Plant List” 1.457 врста) жбунастих, зељастих и лијанастих биљних форми, а већина од њих су доминантне врсте у својим природним стаништима. Природно станиште за највећи део врста су тропска подручја са обе стране екватора, највише на подручју обе Америке, те у монунским зонама југоисточне Азије. 
Научно име рода долази од санскртске речи „пипали” (pippali) којом је означавана врста Piper longum („дуги бибер”), а научну класификацију рода извршио је Карл фон Лине 1753. године. Једна од главних карактеристика код припадника овог рода је присуство алкалоида пиперина (хемијска формула C17H19NO3) у плодовима који им даје оштар укус.

## Распрострањеност и опис рода
Врсте из рода бибера расту у тропским подручјима са обе стране екватора, и настањују углавном ниже спратове тропских кишних шума. Једна врста из овог рода − Piper kadsura − настањује суптропске делове Јапана и крајњег југа Кореје, и једина је врста која је отпорна на зимске мразеве. У подручјима у којима расту врсте из овог рода обично представљају доминантне биљне заједнице. 
Највећи део врста из рода бибера су зељасте биљке или вреже, док се поједине врсте јављају у грмоликим, или чак формама ниског дрвећа. Поједине врсте, такозвани „мрављи бибери” (типичан пример је врста Piper cenocladum) живе у симбиозама са мравима. Код већине врста плодови су округле бобице величине зрна грашка, и осушени имају велики значај у гастрономијама широм света. Бибери се размножавају путем семена које у природи разносе разне врсте птица и сисара који се њима хране. 
Иако код већине врста хемијски састав листова и плодова делује одбојно на разне биљождере, неке животињске врсте су развиле отпорност на те супстанце и хране се листовима и стабљикама биберњача.

## Врсте
Према подацима са ботаничке базе података „The Plant List”, а који се односе на 2013. годину, роду бибера припада 1.457 врста. највећи број врста регистрован је на подручју обе Америке, и то око 700 врста, док је друга по значају област са око 300 регистрованих врста Југоисточна и Јужна Азија. Регистровано је и постојање око 40 врста на острвима јужног Пацифика, те око 15 врста у тропским подручјима Африке.
Неке од најраширенијих и економски најважнијих врста из овог рода су:
- — црни бибер, најраширенија, и економски најважнија врста
- — „кава-кава”
- — бетел
- — усколисни бибер, матико
- − јапански бибер, једина врста отпорна на зимске мразеве
- — дуги бибер, познат и као Индијски дуги бибер
- — бибер крупнородни
- — шумски бибер
- − индонежански ендем, успева и као украсна лончарица
- − гвинејски бибер, најраширенија афричка врста
- − кубеб или јавански бибер
- − „оха санта”